# 高知県民の歌
「高知県民の歌」（こうちけんみんのうた）は日本の都道府県の一つ、高知県が制定した県民歌である。作詞・西村貞夫、作曲・濱田正形。

## 解説
1953年（昭和28年）10月に高知県を含む四国4県で開催される第8回国民体育大会（四国国体）に合わせて県歌制定委員会が組織され、歌詞の公募を実施した。公募に際しては応募資格が「県出身もしくは在住者」に限定されていたが、当初の入選者は東京都からの応募で「高岡郡須崎町（現在の須崎市）出身」と申告していたところ同年に制定された「徳島市民歌」（3代目）の一般公募で同姓同名・同住所の人物が佳作に入賞していたことを不審に思った第三者が「出身地を詐称しているのではないか」と審査委員会に申し立てを行い、審査委員会が須崎町役場に照会した結果「該当する人物が町内に居住していた記録が無かった」として入選を取り消され、佳作第一席に選定されていた長岡郡久礼田村（現在の南国市）からの応募作が繰り上げで入選となった。
歌詞の決定後、作曲部門の公募が引き続き実施され応募作79編から最終候補5曲を選定し、JORK（現在のNHK高知放送局）でラジオ放送して公開投票に諮った。その結果、最多の支持を集めたのは高岡郡蓮池村（現在の土佐市）の小学校教員・濱田正形の作品で、9月6日に高知市中央公民館で発表音楽会が開催された。
制定意義は「美しい自然と、神話や伝説に満ちて由緒深い歴史をたたえながら、県民の剛健な気宇と理想を唄いあげた」ものとされている。

## 備考
作詞者の氏名は制定当時の新聞記事や1970年代までの文献では「西村卓夫」と記述されているが、県のサイトや1980年代以降の文献では「西村貞夫」とされている。また、前述のように応募資格が「県出身もしくは在住者」に限定されていたが県のサイトでは県外（大分県）からの応募であったかのような記述が見られ、長岡郡久礼田村（現在の南国市）からの応募とする制定時の報道とは食い違いを見せている。